# بلاك ميتال
البلاك ميتال هو أحد أنواع موسيقى الميتال. يتميز بسرعة الإيقاع الموسيقي، سرعة الطبول بالتحديد. من أشهر الدول التي عرفت بالبلاك ميتال هي النرويج حيث ظهرت عدة فرق تعتبر المؤسسة لنوع البلاك ميتال الحقيقي The True Black Metal. يتميز البلاك بكلماته التي هي عبارة عن كتابات شعرية تتحدث عن الظلام والطبيعة والجانب الشرير للإنسان وفي بعض الحالات تكون روائية لقصص أسطورية خرافية وتحوي كلمات معادية للديانات. بعض فرق البلاك ميتال تتخذ من الشيطان الموضوع الأساسي لكلماتها لكن هذا لا يعني بالضرورة أن من يستمع للبلاك ميتال يعبد الشيطان. بعض الفرق تتخذ موضوع عبادة الشيطان بجدية ليوصلوا فكرتهم لأن عبادة الشيطان هي ديانة رسمية في بعض الدول.
يوجد العديد من الأنواع الفرعية للبلاك ميتال مثل : البلاك ميتال السمفوني، البلاك ميتال اللحني، وبلاك ميتال/ديث ميتال.